# Charles Bettelheim
Charles Bettelheim (* 20. November 1913 in Paris; † 20. Juli 2006 ebenda) war ein französischer marxistischer Ökonom und Soziologe.

## Leben und Werk
Bettelheim wirkte an der Pariser Sorbonne mit dem Arbeitsschwerpunkt Planung, Entwicklung und Dritte Welt und war Gründer und Leiter des Centre d'études des modes d'industrialisation (CEMI). Daneben trat er mit historischen Forschungen zur Geschichte der Sowjetunion hervor. Bettelheim gehörte neben dem US-Amerikaner Paul M. Sweezy, dem Ägypter Samir Amin, dem Belgier Ernest Mandel und anderen zu den wichtigen Vertretern der „Radical School of Economics“. Seine Arbeiten fanden in den 1960er und 1970er Jahren insbesondere in der Dritten Welt (Lateinamerika, Indien) sowie im Kontext der Neuen Linken Westeuropas und Nordamerikas starke Beachtung, gerieten jedoch in den 1980er Jahren zunehmend in Vergessenheit.
Bettelheim beschäftigte sich 1936 während eines Studienaufenthalts in Moskau mit der sowjetischen Planwirtschaft und galt anschließend in Frankreich als deren bester Kenner. In den 1950er Jahren begrüßte er die in der Sowjetunion und Osteuropa nach dem Tod Stalins eingeleiteten Wirtschafts- und Gesellschaftsreformen (Entstalinisierung).
Mit der Gründung des Centre d'études des modes d'industrialisation (CEMI) schuf er ein Zentrum zur Erörterung und Analyse von Problemen der Industrialisierung von Entwicklungsländern. 1963 engagierte Fidel Castro Bettelheim als Wirtschaftsberater für Kuba. Durch seine kontroverse Diskussion mit Che Guevara und Ernest Mandel über Fragen der Wirtschaftsplanung wurde Bettelheim international bekannt. Während Guevara danach strebte, durch maximale Zentralisierung Warenproduktion und Marktwirtschaft so schnell wie möglich abzuschaffen und die moralische Mobilisierung des „neuen Menschen“ in den Mittelpunkt rückte, plädierte Bettelheim für eine langfristig angelegte pragmatische Strategie des Übergangs zum Sozialismus in Anlehnung an Lenins Konzeption der Neuen Ökonomischen Politik mit gemischten Eigentumsformen, einer Verbindung von Planung und Marktelementen, dezentraler Entscheidungsfindung und der Entwicklung der Landwirtschaft als Ausgangsbasis.

## Kritik an der Sowjetunion
Gleichzeitig wurde Bettelheims Haltung zur Sowjetunion immer kritischer, während er in der Volksrepublik China das erfolgreiche Modell eines alternativen Entwicklungswegs für die Dritte Welt sah. Die chinesische Kritik am sowjetischen „Ökonomismus“ und Mao Zedongs Betonung des „Primats der Politik“ veranlassten Bettelheim dazu, seine in der Kuba-Debatte vertretenen Positionen teilweise zu revidieren. Auf der theoretischen Ebene kritisierte Bettelheim, gestützt auf Konzepte des Philosophen Louis Althusser, die Gleichsetzung von „Kapitalismus“ mit Privateigentum und Markt und „Sozialismus“ mit Staatseigentum und zentraler Planung. Er wies darauf hin, dass die formal-juristische Ebene des Eigentums noch keinen Aufschluss über die reellen Produktionsverhältnisse gebe und Staatseigentum noch keine wirkliche Vergesellschaftung bedeute. In Ökonomischer Kalkül und Eigentumsformen (1970) diskutierte er das Problem der Überwindung der Warenproduktion und Wertform und der Entwicklung einer „ökonomischen Messung“ im Übergang zum Sozialismus durch Transformation der Produktionsverhältnisse.
Bettelheims historische Analyse der Fehlentwicklung der Sowjetunion (Die Klassenkämpfe in der UdSSR) hatte zum Kern den kritischen Befund, dass dort ab Ende der 1920er Jahre eine Politik der forcierten, extrem schnellen, vertikal-zentralistischen Industrialisierung auf der Grundlage der zwangsweisen Kollektivierung der Landwirtschaft einen nur dem Schein nach sozialistischen „Staatskapitalismus“ hervorgebracht habe, der strukturell die Unterordnung gesellschaftlicher Bedürfnisse unter einen blinden Akkumulationszwang fortgesetzt, eine emanzipatorische Transformation sozialer Beziehungen unterbunden und eine soziale Ausdifferenzierung mit den gleichen Funktionseliten hervorgebracht habe wie der Kapitalismus.

## China und die Dritte Welt
Auf seinen Reisen in die Volksrepublik China gelangte Bettelheim demgegenüber zu dem Eindruck, dass dort eine Form basisdemokratischer und bedürfnisgerechter Entwicklung Gestalt annehme. In seinen Reiseberichten (u. a. China 1972) beschrieb er die durch die Kulturrevolution eingeführten neuen Managementformen in chinesischen Fabriken mit horizontalen und partizipativen Strukturen, kollektiver Leitung und Beteiligung von Arbeitern an allen Entscheidungen.
Bettelheim gehörte damals zu den führenden Verfechtern der These, dass gesellschaftlicher und ökonomischer Fortschritt in den Ländern der Dritten Welt einen politischen Bruch mit dem Imperialismus und eine Loslösung von den Abhängigkeitsverhältnissen der ungleichen internationalen Arbeitsteilung des Weltmarkts erfordere. Diese Position bezog auch eine scharfe Kritik an der internationalen Rolle der Sowjetunion ein, in deren entwicklungspolitischem Engagement Bettelheim nur eine Variante kapitalistischer, akkumulationszentrierter Modelle sah. Auf der Grundlage politischer Unabhängigkeit und wirtschaftlicher Autarkie sah er in der Arbeitswelt die Chance gegeben, alternative Entwicklungsmodelle zu praktizieren, die nicht auf Akkumulation und Profit ausgerichtet waren. Die planmäßige Orientierung der Ökonomie an den Bedürfnissen der Bevölkerung könnte ein ausgewogenes Verhältnis von Landwirtschaft und Industrie ermöglichen.
Bettelheim war geschäftsführender Vorsitzender der Gesellschaft für französisch-chinesische Freundschaft. In dieser Eigenschaft trat er u. a. bei einer Gedenkveranstaltung für Mao Zedong auf, die acht Tage nach dessen Tod in Paris stattfand. Neben ihm sprachen dort auch Joris Ivens, Maurice Schumann und Han Suyin. 1977 legte Bettelheim den Vorsitz der Gesellschaft nieder. Mit dem Rücktritt protestierte er gegen den nach dem Tod von Mao Zedong vollzogenen Kurswechsel, den er als Konterrevolution deutete. China löste sich in den folgenden Jahren von dem unter Mao praktizierten Autarkiemodell und vollzog schrittweise die Integration in den Weltmarkt, die mit einer überraschenden Wachstumsdynamik einherging.
Bettelheims Schüler und langjähriger Mitarbeiter Bernard Chavance gehört zu den führenden Vertretern der Regulationstheorie.

## Werke
- Der Aufbau des Sozialismus in China. Trikont, München 1969
- Wertgesetz, Planung und Bewusstsein. Die Planungsdebatte in Cuba. (Gemeinsam mit Fidel Castro, Ernesto Che Guevara, Ernest Mandel, Mora) Neue Kritik, Frankfurt 1969
- Ökonomischer Kalkül und Eigentumsformen. Zur Theorie der Übergangsgesellschaft. Wagenbach, Berlin 1970
- Über das Fortbestehen von Warenverhältnissen in den sozialistischen Ländern. Merve, Berlin 1970
- Theorie und Praxis sozialistischer Planung. Trikont, München 1971
- Massenlinie und revolutionäre Partei. Trikont, München 1973
- Die deutsche Wirtschaft unter dem Nationalsozialismus. Trikont, München 1974
- China nach der Kulturrevolution. Industrielle Organisation, dezentralisierte Planung und Wertgesetz. Trikont, München 1974
- China 1972. Ökonomie, Betrieb und Erziehung seit der Kulturrevolution (Hg., gemeinsam mit Maria Antonietta Macciochi). Wagenbach, Berlin 1975
- Über die Natur der sowjetischen Gesellschaft, in: Bettelheim, Meszaros, Rossanda u. a.: Macht und Opposition in den nachrevolutionären Gesellschaften. Suhrkamp, Frankfurt 1979, S. 101–106
- Les luttes de classes en URSS.
  - Première période, 1917-1923. Seuil/Maspero, 1974
    - Deutsche Übersetzung: Die Klassenkämpfe in der UdSSR. Bd. I: 1917-1923. Oberbaumverlag, Berlin 1975.
    - Englische Übersetzung: Class Struggles in the USSR, First Period: 1917–1923. Monthly Review Press, 1976.

  - Deuxième période, 1923-1930. Seuil/Maspero, 1977
    - Englische Übersetzung: Class Conflict in the USSR—Second period, 1923-1930.

  - Troisième période, 1930-1941. Seuil/Maspero, 1982.
    - Deutsche Übersetzung von Andreas G. Förster:[2] Die Klassenkämpfe in der UdSSR. 1930–1941. (= Band 3 & 4) Die Buchmacherei, Berlin 2016.
    - Englische Übersetzung:
Class Struggles in the USSR, Third Period: 1930–1941 - Part One: The Dominated. 1994.
Class Struggles in the USSR, Third Period: 1930–1941 - Part Two: The Dominators. 1996.